# Digitalideae
Digitalideae je tribus trpučevki čija su dva roda sa 28 vrsta raširena po Starom svijetu.
Tribus je opisan 1829.

## Rodovi
1. Digitalis L. (26 spp.)
2. Erinus L. (2 spp.)